# 馬里亞尼夫卡 (阿爾布津卡區)
47°51′2″N 31°20′17″E / 47.85056°N 31.33806°E
馬里亞尼夫卡（烏克蘭語：Мар'янівка），是烏克蘭南部的村莊，隸屬尼古拉耶夫州的五一城區。該村始建於1860年，面積4平方公里，海拔高度88米，2001年人口515，人口密度每平方公里128.8人。